# 昭和ビル
昭和ビル（しょうわビル）は、神奈川県横浜市中区海岸通1丁目に所在する建築物である。

## 歴史
海岸通と日本大通がT字路となる、現在の開港資料館前交差点付近に、1932年（昭和7年）に建設された。当初はカストム・ブローカー・ビルの名称で、昭和ビルと、ほぼ同じデザインのキッコーマンビルの2館で構成されていたが、キッコーマンビルは2000年に解体され、裏手の東西上屋倉庫（2008年解体）とともに象の鼻パークとして整備された。

## 建築

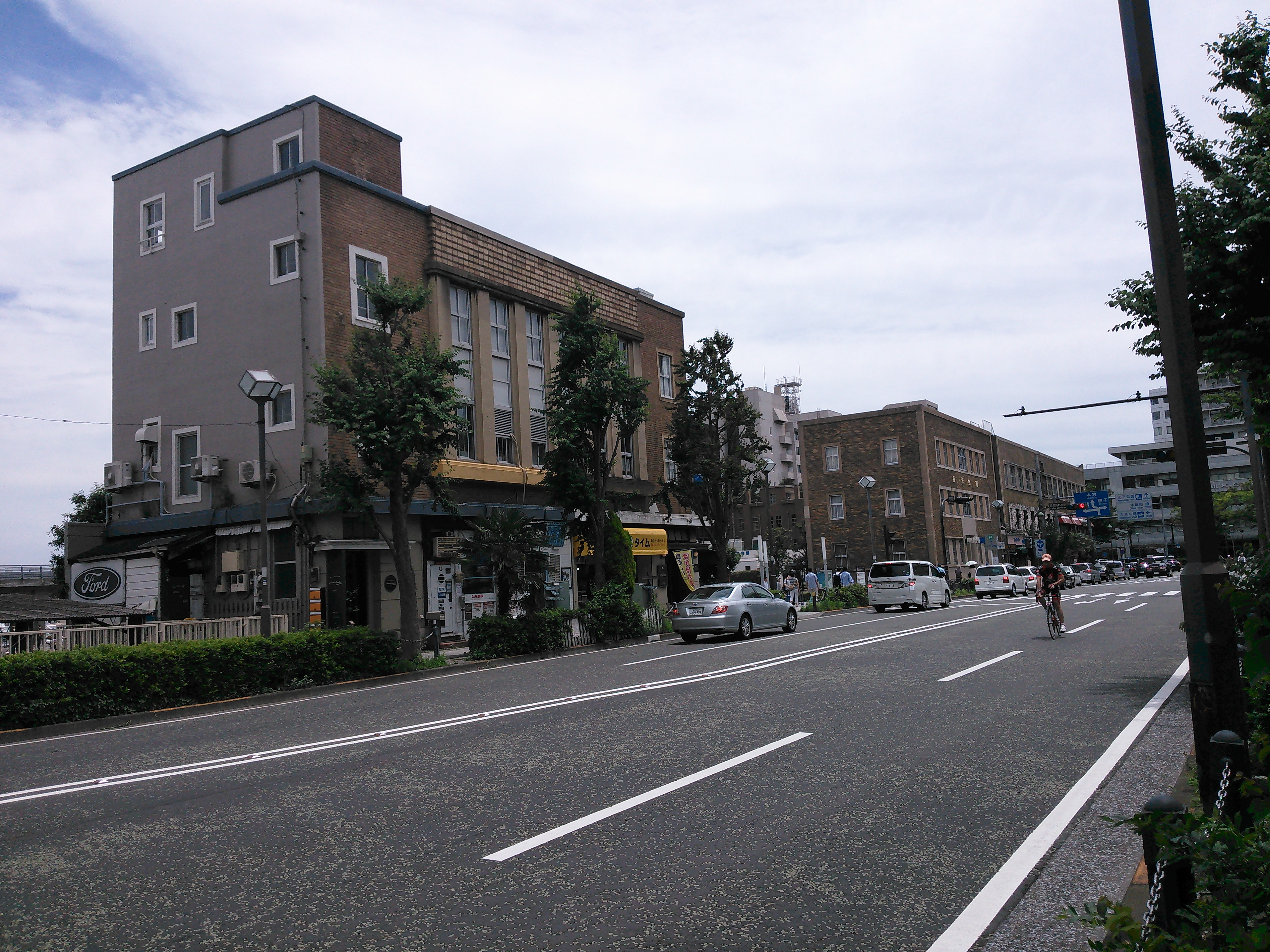
海岸通1丁目の街並み。通り沿いに、手前から昭和ビル、キッコーマンビル跡、横浜海洋会館、横浜貿易会館

スクラッチタイル張りの外観が特徴的で、1階にはカフェと弁当店が入る。通りから見て右隣にあったキッコーマンビルもほぼ同一の意匠であり、1階でつながっていた。昭和ビルの中心から左半分は、地図の発行年によって「並木ビル」「藤本ビル」とも表記されていた。本ビルを設計した川崎鉄三は海岸通沿いに建つ横浜貿易会館や大さん橋近くのジャパンエキスプレスビル、山下町のインペリアルビルなど大正末期から昭和初期にかけての関内地区のオフィスビルを多く手掛けている。